# KIZUNA
『KIZUNA』（きずな）は、こだか和麻作のBL系漫画。1994年から2001年に3作品がOVA化された。著者の商業デビュー作の『せっさ拓磨!』が表題作の単行本（非BL含む）も、本シリーズの派生作品である。

## ストーリー
高校剣道界で最も恐れられ、現役にして伝説となった美しき阿修羅…鮫島蘭丸。
その彼が剣を置き、剣道界から騒忽然と姿を消した。
ある夜蘭丸の恋人円城寺圭を狙った何者かが誤って蘭丸をはねたのだ。事故の後遺症で右半身不随となった蘭丸。しかし、円城寺の励ましで困難なリハビリに耐えたのだった。
互いを必要な存在と認め一緒に暮らし始めた二人だが数年後、同じ大学に通う二人はあることから円城寺の異母兄弟、佐賀野佳の存在を知る。圭、佳兄弟の父親は関西を支配する極道のドン佐賀野隆であった。
佳は、蘭丸に憧れて同じ剣の道、同じ大学と後を追ってきたのだ。

## 登場キャラクター
- 円城寺圭（声優:藤原啓治（OVA1作目、OVA「2」）・一条和矢（ドラマCD、OVA「恋のから騒ぎ」）
- 鮫島蘭丸（声優:置鮎龍太郎）
- 佐賀野佳（声優:堀川亮）
- 荒木政則（声優:大塚明夫）

ほか

## 書誌情報

### 本編
旧版
- こだか和麻『KIZUNA 絆』青磁ビブロス→リブレ出版〈ビーボーイコミックス〉全11巻

1. 1992年12月発売、ISBN 978-4882711506
2. 1994年6月発売、ISBN 978-4882712398
3. 1996年2月発売、ISBN 978-4882713814
4. 1998年2月発売、ISBN 978-4882717584
5. 1999年1月発売、ISBN 978-4882719281
6. 1999年11月発売、ISBN 978-4882715924
7. 2000年11月発売、ISBN 978-4835211206
8. 2001年7月発売、ISBN 978-4835212166
9. 2003年2月10日発売、ISBN 978-4835214177
10. 2005年3月10日発売、ISBN 978-4835217208
11. 2008年9月10日発売、ISBN 978-4862634597（新装豪華版に未収録）

新装豪華版
- こだか和麻『KIZUNA 絆』リブレ出版〈ビーボーイコミックスDX〉全5巻

1. 2008年5月10日発売、ISBN 978-4862634009
2. 2008年6月10日発売、ISBN 978-4862634184
3. 2008年7月1日発売、ISBN 978-4862634344
4. 2008年8月10日発売、ISBN 978-4862634474
5. 2008年9月10日発売、ISBN 978-4862634665

### その他
- こだか和麻『せっさ拓磨!』青磁ビブロス〈ビーボーイコミックス〉1993年6月発売、ISBN 978-4882711810

## カセット・CD

### カセットドラマ
K.A.Oプロモーションより発売。
- チェリー文庫① オリジナルカセットドラマ KIZUNA -絆-（1992年12月4日発売）

### ドラマCDおよびソングアルバム
K.A.Oプロモーションより発売。
- KIZUNA -絆- Vol.2 DRAMA SPECIAL 天下無敵の挑戦状（1993年4月1日発売）
- KIZUNA -絆- Vol.3 SONG SPECIAL（1993年7月1日発売）

ナンバリングはカセットブックからの通算。vol.3はソングアルバム。
エイ･エム･エフより発売。
- LIVE DORAMA ALBUM FAKE na KIZUNA（1995年12月16日発売）

ライブドラマイベントの模様を収録。真東砂波の「FAKE」と合同。
マリン・エンタテインメントより発売。
- 絆 -KIZUNA- YOU'RE ALL...（1998年3月5日発売）
- 絆 -KIZUNA-II（2000年12月20日発売）
- 絆 -KIZUNA-III（2001年12月19日発売）
- 絆 -KIZUNA-IV（2003年12月21日発売）
- 絆 -KIZUNA-V（2005年10月21日発売）

## OVA

### KIZUNA -絆-
1994年8月12日発売。DVDは2009年6月26日にソフトガレージより発売。
スタッフ
- 原作・監修 - こだか和麻
- 監督・脚本・絵コンテ - 広尾倫
- 演出 - 福田潤、横田和
- キャラクターデザイン・作画監督 - 美橋亜矢子
- 美術 - 綾部文江
- 撮影監督 - 小澤次雄
- 音楽 - 高野富士雄
- 音響監督 - 藤山房伸
- プロデューサー - 福田勝、ひろたたけし、棚澤隆
- 制作 - SIDO
- 製作 - 池田哲也

主題歌
エンディングテーマ「BURST」
作詞 - こだか和麻 / 作曲 - 高野ふじお / 歌 - 射田実

### KIZUNA 2
1994年12月発売。DVDは2009年6月26日にソフトガレージより発売。
スタッフ
- 原作 - こだか和麻
- 監督・構成 - 広尾倫
- 脚本 - もりたみよを
- 演出 - 福田潤
- キャラクターデザイン・作画監督 - 美橋亜矢子
- 美術 - 綾部文江
- 撮影監督 - 小沢次雄
- 音楽 - 高野ふじお、日上巨之
- 音響監督 - 広田武
- プロデューサー - 福田勝、ひろたたけし
- 制作 - SIDO LIMITED
- 製作 - 池田哲也

### KIZUNA -絆- 恋のから騒ぎ
2001年3月3日発売。
スタッフ
- 原作 - こだか和麻
- 監督・脚本・演出・絵コンテ - やまざきかずお
- キャラクターデザイン・作画監督 - 山本佐和子
- 美術監督 - 源太景季
- 色彩設定 - 宇砂葵
- 撮影監督 - 谷内潤
- 編集 - 西山茂
- 音楽 - 信田かずお
- 音響監督 - 藤山房伸
- 音響プロデューサー - 飯塚康一
- プロデューサー - 川崎とも子、浅賀孝郎
- アニメーション制作 - ゼクシズ
- 製作 - ケイエスエス

主題歌
オープニングテーマ「愛するだけじゃたりないよ」
作詞 - 及川眠子 / 作曲 - 谷本新 / 編曲 - 土屋学 / 歌 - 岡崎昌幸
エンディングテーマ「LET IT GO」
作詞 - 斉田佳子 / 作曲・編曲 - 信田かずお / 歌 - 西山恵美子 / コーラス - ザ・バッチリーズ